# Wysocko Małe
Wysocko Małe – wieś w Polsce, w województwie wielkopolskim, w powiecie ostrowskim, w gminie Przygodzice, przy granicy Ostrowa Wielkopolskiego.
W latach 1975–1998 Wysocko Małe leżało w województwie kaliskim.
Pod względem regionalizacji klimatycznej położone jest w obrębie regionu Kraina Wielkich Dolin (Dolina Baryczy). Warunki klimatyczne panujące na terenie Wysocka należą do umiarkowanych i uwarunkowane są wpływami mas polarno-kontynentalnego.
Amplitudy temperatury są tutaj mniejsze niż przeciętne w Polsce, wiosny i lata są wczesne i ciepłe, zimy łagodne z nietrwałą pokrywą śnieżną.
Do II rozbioru Polski (1793) Wysocko Małe leżało w województwie kaliskim, w powiecie kaliskim, następnie do 1887 należało do powiatu odolanowskiego, zaś w latach 1887–1975 i od 1999 do powiatu ostrowskiego.
We wsi znajduje się przedszkole, szkoła podstawowa oraz gimnazjum[wymaga weryfikacji?]. We wrześniu 2022 otwarto pierwszy gminny żłobek.
Centrum wsi znajduje się przy ul. Ostrowskiej gdzie znajduje się sala wiejska, remiza OSP, kompleks sportowo-rekreacyjny, sklep spożywczy.
W miejscowości aktywnie działają m.in.: Ochotnicza Straż Pożarna założona w 1904 (posiada zabytkową sikawkę konną z 1908) oraz Koło Gospodyń Wiejskich.
Przy drodze do Przygodzic stoi zabytkowa kapliczka.
Wysocko Małe dzieli się na kilka części:
- Granica (część wsi granicząca z Wysockiem Wielkim)
- Trany (część granicząca z Przygodzicami)